# Boerenkrijgmonument Bornem
Het Boerenkrijgmonument in Bornem bestaat uit een bronzen standbeeld van een boerenkrijger, dat staat op het Kardinaal Cardijnplein, vlakbij de kerk. Het beeld werd in 1898 onthuld ter gelegenheid van de honderdste verjaardag van de Boerenkrijg.
Het beeld is gemaakt door de Mechelse beeldhouwer Pierre-Henri Van Perck. De boerenkrijger wordt afgebeeld met een opgeheven zeis, wat symbool staat voor het verzet tegen de Franse bezetter in 1798. Het standbeeld is een krachtig eerbetoon aan het verzet en toont de boerenkrijger als beschermer van gezin en geloof — waarden die vandaag de dag nog steeds belangrijk zijn.

## Inhuldiging
De officiële inhuldiging vond plaats op 5 november 1898, precies honderd jaar na het hoogtepunt van de Boerenkrijg. Daarmee groeide het monument uit tot een blijvend eerbetoon aan de moed en volharding van de opstandige boeren.
De inhuldiging was een plechtige gebeurtenis die veel belangstelling trok. Lokale autoriteiten, oud-strijdersverenigingen, geestelijken en inwoners van Bornem verzamelden zich om de boerenopstand te herdenken. Tijdens de ceremonie werden toespraken gehouden waarin de moed van de opstandelingen werd geprezen en werd benadrukt hoe belangrijk hun strijd was voor de lokale identiteit en vrijheid.
Er werden kransen neergelegd aan de voet van het monument en een herdenkingsmis opgedragen in de nabijgelegen kerk. Muziek en optochten maakten deel uit van de feestelijkheden. De sfeer was tegelijk trots als plechtig. De inwoners van Bornem zagen het monument niet alleen als een herinnering aan het verleden, maar ook als een symbool van volharding en verbondenheid.
Sindsdien is het Boerenkrijgmonument uitgegroeid tot een belangrijk historisch herkenningspunt in Bornem. Elk jaar, nog steeds op 5 november, wordt er een herdenkingsplechtigheid gehouden ter ere van de dappere boeren die in opstand kwamen tegen de Franse bezetting.

## Naamgeving
Het monument kreeg de naam 'Boerenkrijgmonument' omdat het specifiek werd opgericht ter herinnering aan de Boerenkrijg van 1798. De naam verwijst naar de volksopstand waarin vooral boeren en plattelandsbewoners in opstand kwamen tegen de Franse overheersing. Door deze benaming blijft de herinnering aan hun moedige verzet levend.